# Orsett
Orsett is een plaats in het Engelse graafschap Essex. In 1870-72 telde het dorp 1531 inwoners. Orsett komt in het Domesday Book (1086) voor als 'Dorseda' / 'Orseda'.

## Geboren
- Paul Turner (18 maart 1986), zanger
- Alex Pritchard (3 mei 1993), voetballer